# Škoda 633
O Škoda 633 foi um automóvel tchecoslovaco fabricado pela Škoda de 1931 a 1934.

## Detalhes
O Type 633 tem um motor de válvulas laterais de seis cilindros de 1.792 cc que produz 33 cv. Ele é baseado no motor de 1.195 cc do Škoda 422, com o número de cilindros aumentado de quatro para seis.
O Type 633 tem uma transmissão de três velocidades e tomada de 12 volts. Ele tem uma velocidade máxima de 100 km/h e seu consumo de combustível é de 8,3 km/L.
A Škoda construiu o Type 633 em uma estrutura de escada e o ofereceu como um sedã ou conversível de duas ou quatro portas. Para 1934, a Škoda revisou ligeiramente a carroceria do sedã com um teto mais curvilíneo.
A Škoda usou uma versão do motor de seis cilindros do Type 633, ampliado para 1.961 cc, para o Type 637, lançado em 1932.
A Škoda descontinuou o 633 em 1934 após produzir 504 carros. A retirada do 633 deixou uma lacuna na linha da Škoda na classe de 1,8 litro até 1936, quando lançou o Škoda Favorit.

## Atravessando o Saara
Em 1933, um engenheiro tchecoslovaco, George Hanuš, dirigiu um 633 da Tchecoslováquia por 9.716 km até Dacar. Ele teve patrocinadores comerciais incluindo Kudrnáč Náchod, Julius Meinl, Scintilla Vertex, SKF, Vacuum Oil Company e VARTA.
Em 17 de fevereiro de 1933, Hanuš partiu no 633 de Radlík, perto de Jesenice, na Boêmia Central. Ele cruzou de navio de Marselha para Argel e então atravessou o Saara, chegando a Dacar em 17 de março, exatamente um mês depois.
A difícil jornada aumentou o consumo de combustível para uma média de 7,27 km/L. Na seção mais difícil, que o levou para o sul, para Gao, o consumo subiu para 5,55 km/L. Mas o carro permaneceu confiável e completou a jornada sem uma pane.